# كيت فينستر
كيت فينستر (من مواليد 14 ديسمبر 2003) لاعبة متزلجة أمريكية ثنائي مع شريكها السابق في التزلج بيلاج ناجي، هي بطلة الولايات المتحدة الأمريكية للناشئين لعام 2020 ، الحائزة على الميدالية الفضية الوطنية الأمريكية للناشئين لعام 2019 ، والميدالية الفضية لعام 2019 في سباق الجائزة الكبرى للناشئين في بولندا.